# When Weeks Were Weekends
When Weeks Were Weekends är det kanadensiska poppunkgruppen Four Squares debutalbum, utgivet i oktober 2002 av skivbolaget Boss Tuneage.

## Låtlista
1. "Slightest Sympathy" - 2:54
2. "Some Weaker Thoughts" - 3:09
3. "One Life Here" - 3:23
4. "Degrees of Separation" - 3:08
5. "We Saw Everything" - 4:38
6. "Contradiction" - 3:10
7. "Just One Day" - 2:43
8. "4850" - 3:28
9. "Stars Keep Falling" - 3:00
10. "Eat for One" - 2:50
11. "Better Now" - 3:54

### Fotnoter
1. ↑  ”When Weeks Were Weekends”. discogs.com. https://www.discogs.com/release/5567775-Four-Square-When-Weeks-Were-Weekends. Läst 31 oktober 2021.